# Ascutney Mill Dam
Der Ascutney Mill Dam, auch Windsor Upper Dam oder Mill Pond Dam, ist eine 1834 erstellte Talsperre in Windsor im Bundesstaat Vermont in den Vereinigten Staaten. Sie gehört zu den ältesten größeren Talsperren aus Mauerwerk, die noch in Betrieb sind, und gilt in baulicher Hinsicht als Vorläufer der heutigen Beton-Gewichtsstaumauern. Der Talsperre gilt deshalb als bedeutendes historisches Ingenieurbauwerk und ist ein baugeschichtliches Kulturgut von nationaler Bedeutung.

## Geschichte
Bereits 1767 waren mehrere Sägereien und Schrotmühlen entlang dem Mill Brook in Betrieb, der in Windsor in den Connecticut River fließt. In Zeiten, in denen der Bach wenig Wasser führte, standen die Mühlen still, weshalb die Ascutney Mill Dam Company gegründet wurde. Sie hatte die Aufgabe, oberhalb der auf die Wasserkraft angewiesenen Betriebe einen Staudamm zu bauen, der den Wasserfluss so regulieren sollte, dass eine kontinuierliche Energieversorgung gewährleistet war.
Für den Bau der Talsperre suchte der Ingenieurs Ithamar A. Beard eine geeignete Stelle am Bach. Der mit der Ausführung der Bauarbeiten beauftragte Unternehmer Simeon Cobb änderte die Pläne des Ingenieurs ab und schlug anstelle der geraden Mauer eine gekrümmte Ausführung vor. 
Der Bau der Talsperre begann im April 1834 und war im November desselben Jahrs abgeschlossen. Als Baumaterial wurde behauener Granit verwendet. Der ursprüngliche Sperre war luftseitig fast senkrechte. Das im Frühjahr über die Mauerkrone laufende überflüssige Wasser und das herunterfallende Eis verursachte Lärm und Vibrationen, was Besorgnis bei den Leuten in der Stadt auslöste, weil sie befürchteten, die Talsperre könnte Schaden nehmen. Obwohl bei einer Inspektion der Mauer keine Schäden erkennbar waren, wurde sie luftseitig verstärkt.
Die Talsperre befand sich Anfang der 2010er-Jahre in einem schlechten Zustand, der sich nach dem Hurrikan Irene weiter verschlechterte, weshalb das Sperrwerk notdürftig saniert wurde.